# FlightGlobal
FlightGlobal — інформаційний сайт, який висвітлює новини та інформацію про авіаційну та аерокосмічну промисловість.
Вебсайт був заснований у лютому 2006 року як сайт журналу Flight International, Airline Business, ACAS, Air Transport Intelligence (ATI), The Flight Collection та інших сервісів і довідників.
FlightGlobal має бібліотеку зображень, що налічує понад 1 мільйон знімків, починаючи з моменту заснування Flight у 1909 році. Раніше тисячі зображень та архівні випуски Flight були доступні для пошуку онлайн, але з червня 2020 року вони доступні лише за передплатою Flight Global Premium.
У серпні 2019 року FlightGlobal і пов’язані з ним підрозділи (за винятком аналітичного та консалтингового підрозділів, які залишилися у власності RELX під брендом Cirium) були продані компанії DVV Media Group.

## Історія
FlightGlobal видає щотижневий журнал Flight International, який у 2019 році відзначив своє 110-річчя, а також стратегічний галузевий журнал Airline Business, що у 2020 році увійшов у свій 35-й рік. Він також випускає численні щоденні видання, які розповсюджуються безпосередньо на місцях проведення авіасалонів та ключових галузевих подій по всьому світу, зокрема на Паризькому та Фарнбороському авіасалонах.
У 2019 році компанія RELX перейменувала інформаційно-аналітичні сервіси Flight Global у Cirium. До середини 2019 року FlightGlobal входив до складу Cirium, який був частиною підрозділу Reed Business Information, доки його не придбала DVV Media — видавець понад 80 брендів, включно з журналами, газетами, інформаційними бюлетенями, книгами, довідниками та вебсайтами.

## Нагороди
У 2010 році FlightGlobal отримав нагороду «Бізнес-сайт року» на премії Association of Online Publishers' Digital Publishing Awards. За словами журі конкурсу, «сайт використовує весь спектр цифрових інструментів, приділяючи особливу увагу залученню аудиторії та ефективному використанню соціальних мереж у B2B (бізнес-для-бізнесу) середовищі».